# 入江彩乃
入江 彩乃（いりえ あやの、1996年8月17日 - ）は、日本の声優、アクトレスガールズ。北海道出身。芸能活動としてはフリー。

## 略歴
北海道から声優を目指し上京。2018年9月にTOKYO FM『mysta presentsコエチャン！-VOICE CHAMPION GRANDPRIX-』で行われた新世代声優育成オーディションで優勝。同年11月からスタートした優勝特典の番組『入江彩乃 お主の耳にドロップキック!!』のラジオパーソナリティとしてデビュー。
一方で強くなりたい、感情をもっと出したいという気持ちから女優×プロレスという取り組みを行っていたActwres girl'Zの練習に通い、声優デビュー前の2018年10月28日、両国KFCホールにて茉莉を相手に女子プロレスラーとしてプロデビュー。「元々声優志望なんですけど、声優も結構色んな要素が必要で一本でやれる人って中々居ないので」とデビュー戦後にその経緯を述べている。
2021年12月31日、アクトレスガールズのプロレス活動終了およびBeginning、Color’s解散。アクトレスガールズに留まることを発表し、プロレスラーとしての活動は事実上終了する。
2022年新体制となったアクトレスガールズ『アクトレスリング』に参戦。
11月17日演者応援のらんたんプロジェクトが開始。主にYouTubeの動画を上げている。

## 入場曲
- 「OVERLORD」セカモノ
- 「私、アイドル宣言」CHiCO with HoneyWorks[1]
- 「Super G@mer Boy」初音ミク

## 出演

### ラジオ
- 入江彩乃 お主の耳にドロップキック!!（2018年11月3日‐12月29日、TOKYO-FM）[1]
- mysta presents 松本王国-きんぐだむ-（2019年2月10日‐4月2日、TOKYO-FM）執事として不定期出演[7]

### 雑誌
- TV Bros.（2019年2月号）インタビュー

### 舞台

#### 2023年
- アクトリング公演『ACTRING2023』リンリン 役（3月5日 東京　新木場1stRing）[8]
- アクトリング『大阪コミコン2023 スペシャルステージ』リンリン 役（5月6日 大阪　インテックス大阪）[9]
- アクトリング『東京コミコン2023 スペシャルステージ』リンリン 役（12月9日 千葉　幕張メッセ）[10]

#### 2024年
- アクトリング『大阪コミコン2024 スペシャルステージ』リンリン 役（5月3日 大阪　インテックス大阪）[9]
- アクトリング公演『ACTRING スペシャルステージ』リンリン 役（5月31日 東京　新木場1stRing）[11]
- アクトリング スペシャルオムニバス公演（11月1日~4日 東京　アルネ543）リンリン 役ほか
- 東京コミコン2024『アクトレスガールズスペシャルステージ』（12月7日 東京　幕張メッセ）リンリン 役[12]
- アクトリング本公演『ACTRING／鏡編 参ノ面 蕨公演 Star magical☆projectノ章 〜Heartfelt Credit～』（12月15日 埼玉 蕨レッスル武道館）リンリン 役
- アクトリング本公演『ACTRING／鏡編 四ノ面 蕨公演 桃華雪(仮)ノ章 Go!と言えば郷に従え』（12月15日 埼玉 蕨レッスル武道館）リンリン 役[13]